# Neira (ort)
Neira är en ort i Colombia.   Den ligger i departementet Caldas, i den centrala delen av landet, 170 km väster om huvudstaden Bogotá. Neira ligger 1 953 meter över havet och antalet invånare är 11 755.
Terrängen runt Neira är bergig, och sluttar västerut. Runt Neira är det ganska tätbefolkat, med 72 invånare per kvadratkilometer. Närmaste större samhälle är Manizales, 10,8 km söder om Neira. I omgivningarna runt Neira växer i huvudsak städsegrön lövskog.